# Avianova
Avianova war eine italienische Regionalfluggesellschaft mit Sitz und Basis in Rom. 

## Geschichte
Avianova wurde 1987 in Olbia auf Sardinien gegründet. Der Flugbetrieb begann mit drei ATR-42. Im Jahr 1989 beteiligte sich die staatliche Alitalia an der jungen Gesellschaft. Kurz darauf wurde der Firmensitz von Olbia nach Rom verlegt. 
Im Jahre 1995 erwarb die Gesellschaft die größere ATR-72 und mehrere Fokker 70. Zwei Jahre später flog Avianova kurzzeitig unter der Marke Alitalia Express, bevor sie kurz danach vollständig in Alitalia integriert worden ist.

## Flotte
(Stand ca. 1997)
- 9 ATR 42
- 4 ATR 72
- 5 Fokker 70
- 1 Saab 340